# Jerome Kern
Jerome Kern (født 27. januar 1885 i New York City, New York, død 11. november 1945 i New York City, New York) var en amerikansk populærkomponist.
Jerome Kern fødtes i nærheden af  rekreationsområdet Jerome Park, som var hans forældres foretrukne. Den er opkaldt efter Leonard Jerome, som var storentreprenør i New York (og morfar til premierminister Winston Churchill). Kern voksede op midt på Manhattan, hvor han gik i skole. Han fik sin første musikuddannelse i New York College of Music og fortsatte studierne i Heidelberg i Tyskland.
Da han vendte tilbage fra Heidelberg, begyndte han at arbejde som repetitionspianist, men det varede ikke længe, før han var en både velkendt og populær komponist. I 1915 var han allerede repræsenteret med sange i en række shows på Broadway, og i 1920 sattes musicalen Sally op på Broadway med musik af Kern. I den opsætning kom hans første rigtigt store hit – "Look For the Silver Lining".
1925 blev et vigtigt år i hans komponistliv, idet han mødte tekstforfatteren Oscar Hammerstein. Det blev begyndelsen på et livslangt venskab, der dannede grobund for et omfattende og professionelt samarbejde. Et af deres største værker blev Show Boat efter Edna Ferbers roman, som havde premiere 1927. Kern fortsatte med at skrive for Broadway, og i 1932 kom Music In The Air og året efter musicalen Roberta (med tekst af Otto Harbach).
Hollywood blev næste opholdssted for Kern og stort set for resten af hans aktive liv. Til filmen Swing Time 1936 skrev han "The Way You Look Tonight", som sikrede ham en Oscar i kategorien bedste sang i en musikfilm. Det blev til endnu en Oscar i 1941 for sangen "Last Time I Saw Paris" fra filmen Lady Be Good.

## Eksempler på Jerome Kerns produktion
Fra 1902 skrev han omkring 700 sange og skrev musikken til ca. 100 opsætninger i shows eller film.
- They Didn’t Believe Me – (1914)
- Look For the Silver Lining – (1920)
- Ol Man River – (1927 – Show Boat)
- Bill – (1927 – Show Boat)
- Make Believe – (1927 – Show Boat)
- Can’t Help Lovin’ That Man – (1927 – Show Boat)
- The Song Is You – (1932 – Music In the Air)
- Smoke Gets In Your Eyes- (1933 – Roberta)
- Yesterdays – (1933 – Roberta)
- I Won’t Dance – (1935 – Roberta, filmversionen)
- A Fine Romance – (1936 – Swing Time)
- The Way You Look Tonight – (1936 – Swing Time)
- All the Things You Are – (1939)
- I’m Oldfashioned – (1942)